# 成崎孝孜
成崎 孝孜（なるさき たかし、1936年3月27日 - ）は、日本の政治家。宮崎県東臼杵郡諸塚村長（3期）。

## 来歴
宮崎県立富島高等学校卒業。1955年諸塚村役場に奉職。税務課長・企画課長・収入役・助役などを歴任。2003年4月諸塚村長に無投票当選（就任は5月）。
| スタブアイコン | サブスタブ | この項目は、まだ閲覧者の調べものの参照としては役立たない、人物に関連した書きかけの項目です。この項目を加筆・訂正などしてくださる協力者を求めています（P:人物伝/PJ:人物伝）。 |